# Reprezentacja Włoch w hokeju na trawie kobiet
Reprezentacja Włoch w hokeju na trawie kobiet – żeńska reprezentacja narodowa w tej dyscyplinie.

## Osiągnięcia

### Igrzyska olimpijskie
- 1980-2024 nie uczestniczyła

### Mistrzostwa świata
- 10. miejsce - 1976
- 9. miejsce - 2018

### Mistrzostwa Europy
- 1984 - 12. miejsce
- 1987 - 11. miejsce
- 1991 - 11. miejsce
- 1995 - 9. miejsce
- 1999 - nie uczestniczyła
- 2003 - 11. miejsce
- 2005 - nie uczestniczyła
- 2007 - 7. miejsce
- 2009 - nie uczestniczyła
- 2011 - 8. miejsce
- 2013 - nie uczestniczyła
- 2015 - 7. miejsce
- 2017 - nie uczestniczyła
- 2019 - nie uczestniczyła
- 2021 - 8. miejsce
- 2023 - 8. miejsce

### Halowe mistrzostwa świata
- nie uczestniczyła - 2003
- 10. miejsce - 2007
- nie uczestniczyła - 2011
- nie uczestniczyła - 2015
- nie uczestniczyła - 2018
- nie uczestniczyła - 2023
- nie uczestniczyła - 2025